# (221465) Rapa Nui
(221465) Rapa Nui est un astéroïde de la ceinture principale.

## Description
(221465) Rapa Nui est un astéroïde de la ceinture principale. Il fut découvert le 28 janvier 2006 par l'astronome Jean-Claude Merlin et présente une orbite caractérisée par un demi-grand axe de 3,1429416 UA, une excentricité de 0,1724577 et une inclinaison de 16,59497° par rapport à l'écliptique.
Il a été nommé en référence à Rapa Nui, le nom de l'île de Pâques en rapanui ou pascuan, langue polynésienne. Située à 4 000 km de la côte chilienne dans le Pacifique Sud, elle est célèbre pour ses statues monumentales, les Moaïs et son système d'écriture unique, le rongorongo.

## Compléments